# Імантс Скрастіньш
Імантс Скрастиньш (також Скрастиньш; латис. Imants Skrastiņš; 1941–2019) — радянський і латвійський актор театру та кіно. Народний артист Латвійської РСР (1989). Кавалер ордену Трьох Зірок (2003).

## Життєпис
Народився 12 квітня 1941 року в Скулті (нині Лімбажський край, Латвія). У 1951 році його батько був призначений начальником залізничної станції Таурупе на колишній лінії Рига — Ерглі. У Тауруп Імантс закінчив сім класів місцевої школи, після чого сім'я переїхала в Ригу, де він закінчив середню школу № 1.
Ще у шкільні роки почав зніматися у кіно. Дебютом стала роль Артура у фільмі «Рита» в 1957 році.
У 1963 році закінчив театральний факультет Латвійської державної консерваторії, де його однокурсниками були Гірт Яковлєв та Аусма Кантані. З цього часу і до закриття театру 1992 року — актор Ризького театру юного глядача. Особливий успіх мала його головна роль у спектаклі режисера Петеріса Петерсона «Грай, музикант!» за творами Александрса Чакса.
Від подальшої акторської кар'єри свідомо відмовився. У наступні роки працював радіорежисером. З 2004 року працював у Національній державній раді з радіо та телебачення.
З 1996 року виступає організатором щорічних заходів, присвячених пам'яті Едгара Лієпіньша (1929—1995) — свого колишнього наставника і колеги по театру.
Брав участь у роботі фонду відновлення Братського цвинтаря в Ризі, в комітетах з увічнення пам'яті Карліса Улманіса та Зігфріда Меєровица.
Був одружений зі співачкою Ріте Тренце.

## Співпраця з Раймондом Паулсом
У 1970-і роки Раймонд Паулс, розвиваючи популярність латвійської естрадної музики, широко залучав до вокального мистецтва представників інших професій, зокрема театральних акторів. Восени 1979 року розпочалося його співробітництво з Імантсом Скрастіньшем.
Вже 1980 року виконана Скрастіньшем пісня Раймонда Паулса на слова Візми Белшевіци «Kamolā tinēja» (укр. — «Намотуючи життя нитку») виборола перше місце на щорічному республіканському конкурсі пісні «Мікрофон», що стало приємною несподіванкою і для композитора, і ще більше — для виконавця. Після цього успіху їхня співпраця стала особливо активною, що вилилося у великий цикл різнопланових пісень.
«Це був дуже добрий, приємний і зовсім несподіваний період мого творчого життя. Він розпочався зі спільної діяльності тут, у Латвії, і привів нас у 1981 році до латишів Канади та Америки, де ми виступали з величезним успіхом. Можу тепер з гордістю сказати, що саме ми з Раймондом були першими латишами, хто виступив у Карнегі-холі, а не Лайма Вайкуле, як багато разів писалося в пресі. Ми були там уже восени 1981 року», — згадував Імантс.
Пісні Паулса у виконанні Скрастіньша, записані в 1981—1982 роках, були видані фірмою «Мелодія» в альбомі «Sapņu pīpe», який витримав чотири перевидання на вінілі, а також на аудіокасеті і пізніше — на компакт-диску. У тому числі — пісня на слова Візми Белшевіци «Es mīlu tevi tā…» (укр — «Я люблю тебе так…»), більш відома як «Старинные часы» (на слова Іллі Рєзника) у виконанні Алли Пугачової.
Попри надзвичайну популярність цих пісень, Імантс Скрастіньш був невисокої думки про свої вокальні дані та не вважав своє виконання співом, через що його співоча кар'єра була недовгою. Надалі на неодноразові прохання продовжити виступ як співак Імантс Скрастіньш категорично відмовлявся: «Я не співак, це лише моє музичне самовираження, подароване мені Раймондом».

## Фільмографія
- 1957 — Рита — Артур
- 1966 — Я все пам'ятаю, Річарде — епізод
- 1967 — Жайворонки прилітають першими — Юстс Еглітіс
- 1977 — Відблиск у воді — Микола
- 1977 — Вітрила — Юріс Вайварс
- 1978 — Весняна путівка — Прягін
- 1978 — Сімейний альбом[lv] — Іварс
- 1979 — Ніч без птахів — Тобіас
- 2001 — Солодкий смак отрути — Грундуліс

## Нагороди та звання
- Народний артист Латвійської РСР (1989).
- Лауреат премії імені Александрса Чакса (2001).
- Кавалер ордену Трьох зірок (2003).